# Estação Chavantes
A Estação ferroviária de Chavantes é uma estação ferroviária desativada, localizada na cidade homônima do estado de São Paulo. Construída em 1909 pela Estrada de Ferro Sorocabana, funcionou regularmente para passageiros e cargas até janeiro de 1999 quando foi desativada. Seu edifício atual, construído em 1927, foi tombado pelo Condephaat em 2016.

## História
A estação Chavantes foi aberta, entre Ipaussu e Ourinhos, em 1909 no quilômetro 494 da Linha Tronco pela Estrada de Ferro Sorocabana. A pequena estação acabou instalada a três quilômetros da sede da vila de Chavantes, fundada em 1887. Com isso, a sede acabou transferida para os arredores da nova estação. Sua abertura fez com que aquela localidade prosperasse, obtendo sua elevação a distrito em 22 de outubro de 1909. 
A facilidade de transporte incentivou a produção agrícola, com a produção de café e alfafa sendo incentivadas.
O embarque de passageiros na pequena estação quase triplicou em menos de dez anos e continuou crescendo após a elevação do distrito a município em 1922. Isso obrigou a direção da Sorocabana a investir na construção de um novo edifício, aberto em 1927.
| Embarque de passageiros na estação Chavantes                                              | Embarque de passageiros na estação Chavantes | Embarque de passageiros na estação Chavantes | Embarque de passageiros na estação Chavantes | Embarque de passageiros na estação Chavantes | Embarque de passageiros na estação Chavantes |
| Ano                                                                                       | 1911                                         | 1919                                         | 1924                                         | 1927                                         | 1930                                         |
| ----------------------------------------------------------------------------------------- | -------------------------------------------- | -------------------------------------------- | -------------------------------------------- | -------------------------------------------- | -------------------------------------------- |
| Passageiros                                                                               | 8417 (474 1ª Classe)                         | 21739 (4741 1ª Classe)                       | 28441 (6799 1ª Classe)                       | 37140 (7829 1ª Classe)                       | 34650 (6485 1ª Classe)                       |
| Fontes:Relatórios Anuais da Estrada de Ferro Sorocabana de 1911, 1919 , 1924, 1927 e 1930 |                                              |                                              |                                              |                                              |                                              |

O transporte de cargas, no entanto ocupava um pequeno armazém e gerava recorrentes reclamações dos fazendeiros locais desde 1925. A Sorocabana propôs a ampliação dos armazéns, porém teve de enfrentar processos judiciais movidos por proprietários de terras ocupadas pela própria estação, que moveram processos entre 1933 e 1935 buscando indenização por parte da Sorocabana. O poder judiciário arquivou o processo com base na prescrição e no fato do estado poder requer usucapião da área após vinte e quatro anos de ocupação.  
Em 1938 o estado acabou adquirindo uma área nos arredores da estação para, enfim, realizar a ampliação dos armazéns de transporte de carga da Sorocabana.
Em 1971 a Sorocabana foi incorporada a recém-criada Ferrovia Paulista S.A. Após um estudo da malha ferroviária do estado, a estação foi uma das escolhidas para passar por sua primeira grande reforma, realizada entre 1978 e 1979. A estação serviu de ponto de apoio para as obras da Usina Hidrelétrica de Chavantes, construída entre 1959 e 1971.
A estação foi transferida para a concessionária Ferroban, que a desativou em 1999 e a devolveu para o patrimônio da União. Em 2016 sua edificação foi tombada pelo Condephaat, como a primeira edificação construída pela Sorocabana na região com estilo arquitetônico neocolonial. Apesar dos planos da cidade de Chavantes em transformá-la em sede do  Museu Histórico de Chavantes Adibe Abdo do Rio, a estação encontra-se fechada e em estado de abandono.